# Anticomplement
Het anticomplement van een meetkundige figuur of een punt {\displaystyle A} in een plat vlak gedefinieerd met betrekking tot een driehoek {\displaystyle \triangle } is de overeenkomstige figuur, die wordt gevonden door {\displaystyle A} met het zwaartepunt van {\displaystyle \triangle } als centrum en factor –2 te vermenigvuldigen.
Het anticomplement van een object gedefinieerd ten opzichte van een driehoek, is dat object gedefinieerd ten opzichte van de anti-Ceva-driehoek van het zwaartepunt, ook wel anticomplementaire driehoek genoemd. 
Een punt {\displaystyle P}, het anticomplement {\displaystyle Q} daarvan en het zwaartepunt {\displaystyle Z} liggen op één lijn en de verhouding {\displaystyle PZ:ZQ=1:2}.
Als {\displaystyle Q} het anticomplement is van {\displaystyle P}, dan is {\displaystyle P} het complement van {\displaystyle Q}.
Zijn {\displaystyle (f:g:h)} de barycentrische coördinaten van {\displaystyle P}, dan zijn {\displaystyle (-f+g+h:f-g+h:f+g-h)} die van zijn anticomplement {\displaystyle Q}.

## Voorbeelden
- Het hoogtepunt is het anticomplement van het middelpunt van de omgeschreven cirkel.
- De omgeschreven cirkel van een driehoek {\displaystyle \triangle } is de negenpuntscirkel van de anticomplementaire driehoek van {\displaystyle \triangle }.
- de kubische kromme van Lucas is het anticomplement van de kubische kromme van Thomson.